# إعصار فيت

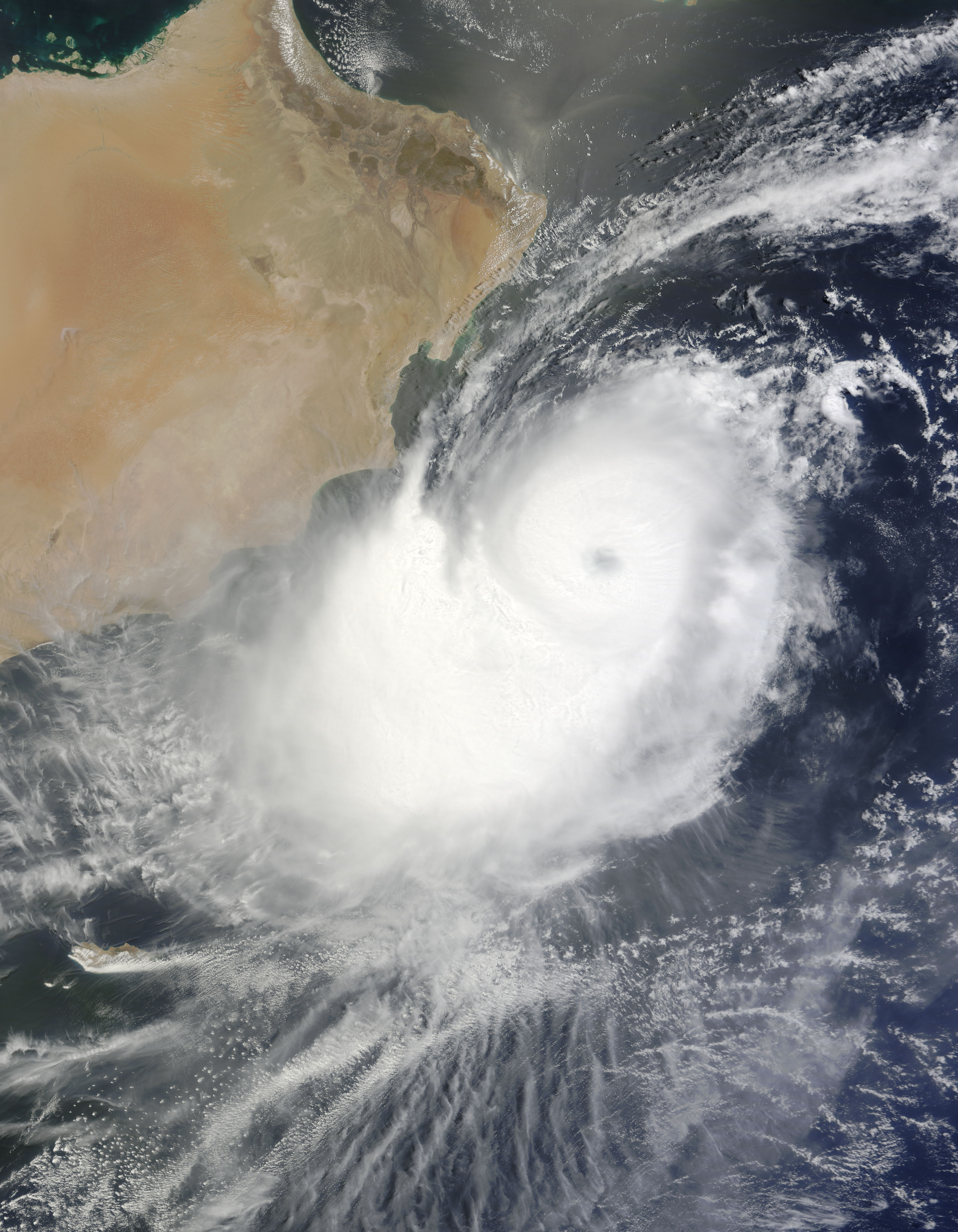
إعصار فيت بسرعة رياح 125 ميل/س (200 كم/س)

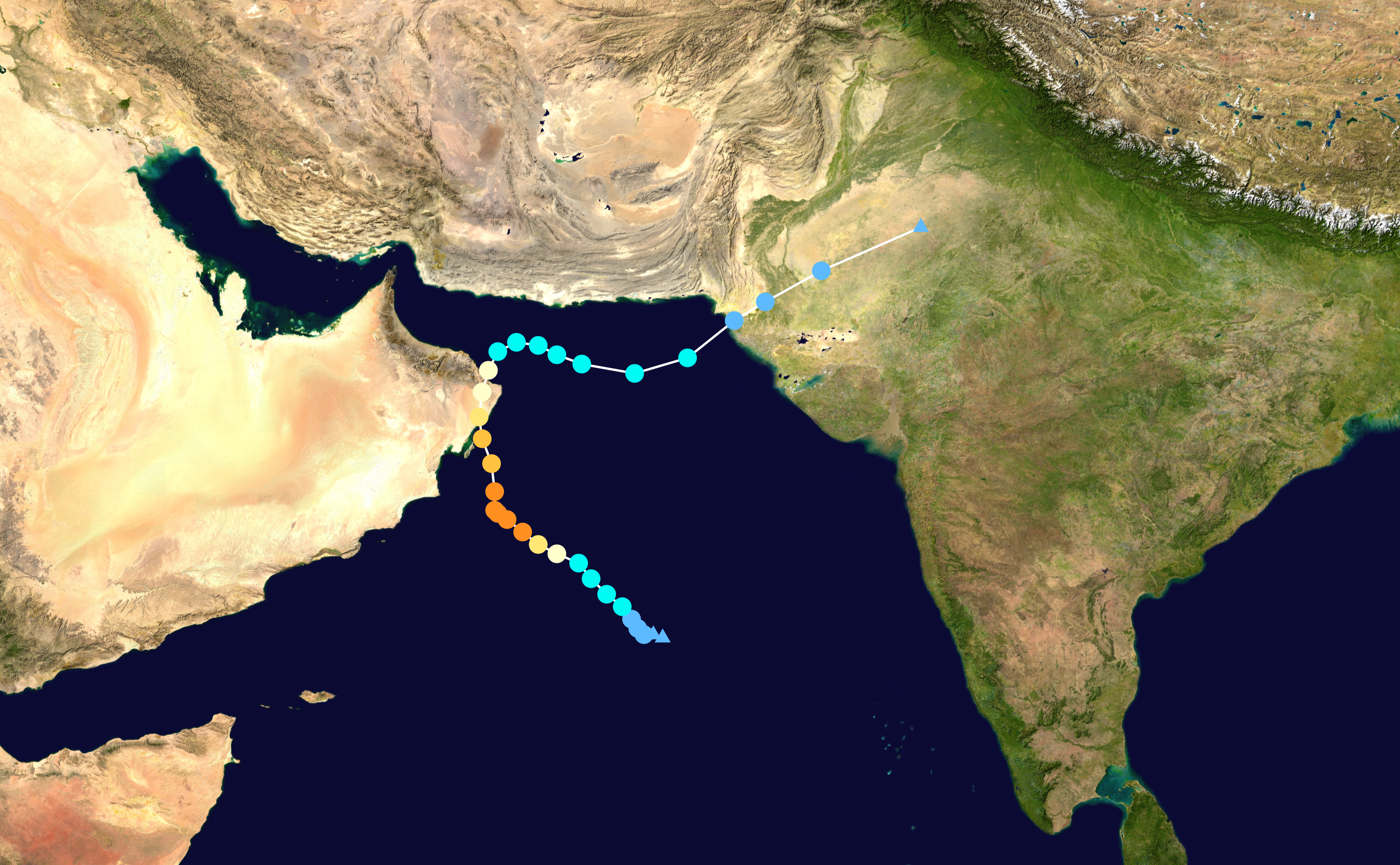
مسار إعصار فيت

إعصار فيت (بالإنجليزية: Cyclone Phet)، هو إعصار قوي من الدرجة الرابعة تكون بعد عاصفة مدارية في بحر العرب وضرب سواحل عُمان في 5 يونيو 2010. وتحسبًا للإعصار، قامت السلطات العمانية بإجلاء سكان جزيرة مصيرة والمدن الأخرى الواقعة على الساحل الشرقي للبلاد إلى أماكن داخلية أكثر أمانًا.
وهذا الإعصار هو ثاني أقوى إعصار مداري يتشكل في بحر العرب بعد إعصار جونو في 2007.
بدأ تشكل الإعصار في 31 مايو 2010 في البحر وأخذت قوته تزداد بشكل متسارع بفضل انخفاض الضغط الجوي فوق البحر، حيث بلغت سرعة الرياح 235 كم بالساعة في اليوم التالي الأول من يونيو 2010، وتم تصنيفه من الدرجة الرابعة.
أخذ الإعصار فيت بالتوجه نحو الشمال الشرقي وكان على بعد 900 كم من الساحل الباكستاني في الثاني من يونيو 2010. وفي اليومين التاليين كان فيت يقترب من السواحل العمانية حيث تم إعلان حالة التأهب القصوى تحسبا لما قد يخلفه الإعصار من أضرار، وتفاديًا لتكرار مأساة إعصار جونو الذي كانت خسائره بمليارات الدولارات وراح ضحيته أكثر من خمسين شخصًا. تصاحب اقتراب فيت من عُمان بهطول أمطار غزيرة في مختلف المناطق واضطراب في حالة الجو حيث تسبب الإعصار جزيرة مصيرة العمانية وأجزاء من الساحل الشرقي بأضرار مختلفة، ولكن بعد أن انخفضت شدته إلى الدرجة الثانية وسرعة الرياح إلى حوالي 120 كم في الساعة.